# マクラウケニア

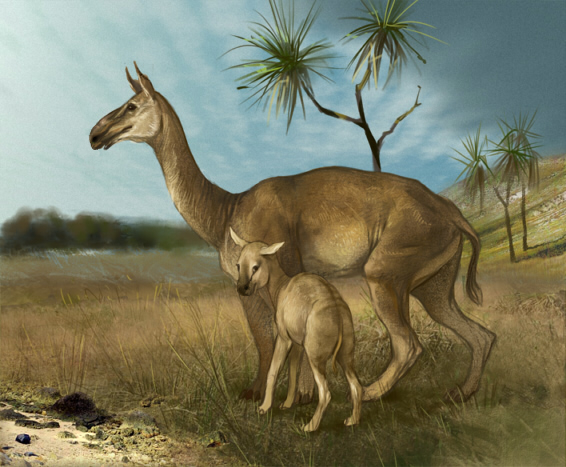
マクラウケニア模式種、M. patagonica。

マクラウケニア (Macrauchenia)は、新生代新第三紀中新世末期から第四紀更新世末期（約700万年前 - 1万年前）の南アメリカに生息した絶滅した哺乳類の属。滑距目 - マクラウケニア科。学名は大きな（あるいは長い）ラマの意。命名者はリチャード・オーウェンであるが、発見者は若き日のチャールズ・ダーウィンであった。骨格はややラクダに似るが全く遠縁な動物である。南アメリカ独特の有蹄哺乳類で、最後まで生き残ったものの1つ。

## 特徴
体長約3メートル、体重約1000キログラムとラクダに類似した大きさであり、比較的小さな頭部や長い首など、骨格もラクダに似た特徴を持つ。そのためダーウィンも当初はグアナコの祖先と考えた。しかし脚先には趾が三つあり、これはバクなどの奇蹄目と共通の特徴である。また、頭部は鼻孔の位置が背側に寄り、眉間の頭骨上部に存在するという特徴は、ゾウ程ではないにせよある程度長い鼻を持っていた可能性を示唆する。ただし2018年の研究において、マクラウケニアの鼻孔の構造はヘラジカのものと類似していたという結果となり、水辺の生活に適応した、膨らんだ鼻を持っていたという可能性も出された。脚は長くほっそりしており、また関節が強靭かつ柔軟であるため敏捷な動物であったと考えられる。一部には猛スピードで走行する事も可能で、小刻みに方向転換してスミロドンなどの捕食者を振り切ったという説もある。確かに前肢は上肢よりも下肢が長く走行に適しているが、後肢においてはその比が逆になっており、アンバランスな脚の形状をしている。そのため走行速度自体はそれほど速くなかったとされる。

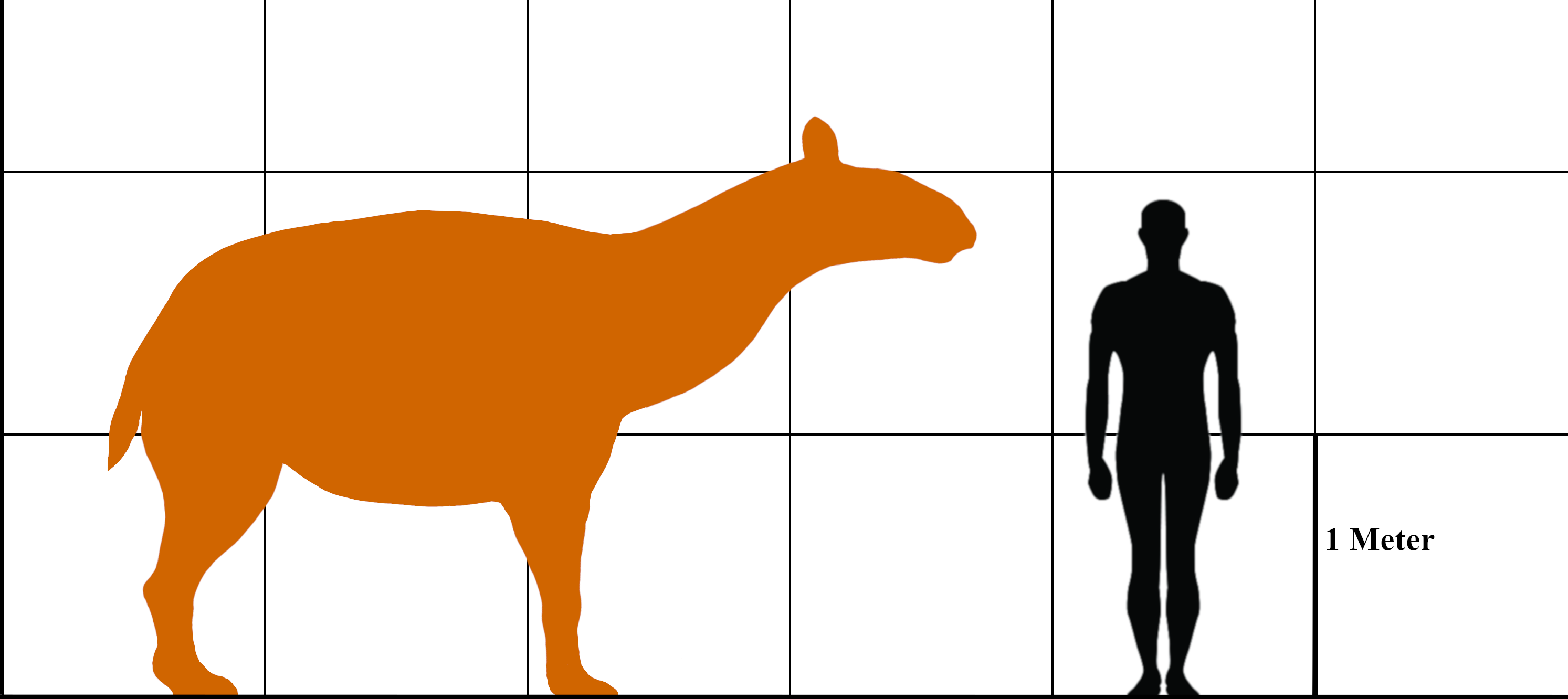
人間との大きさ比較
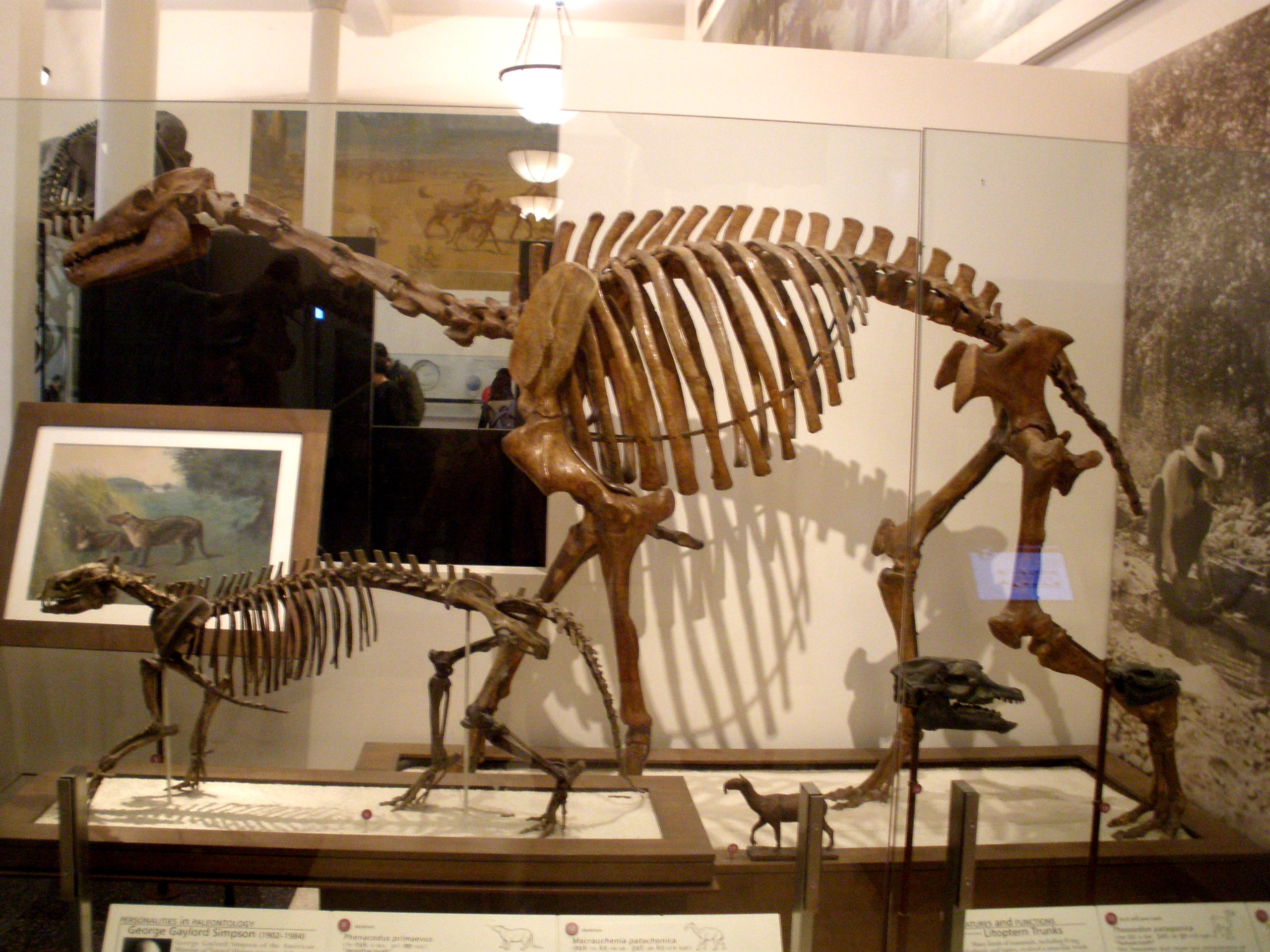
M. patagonicaの全身骨格
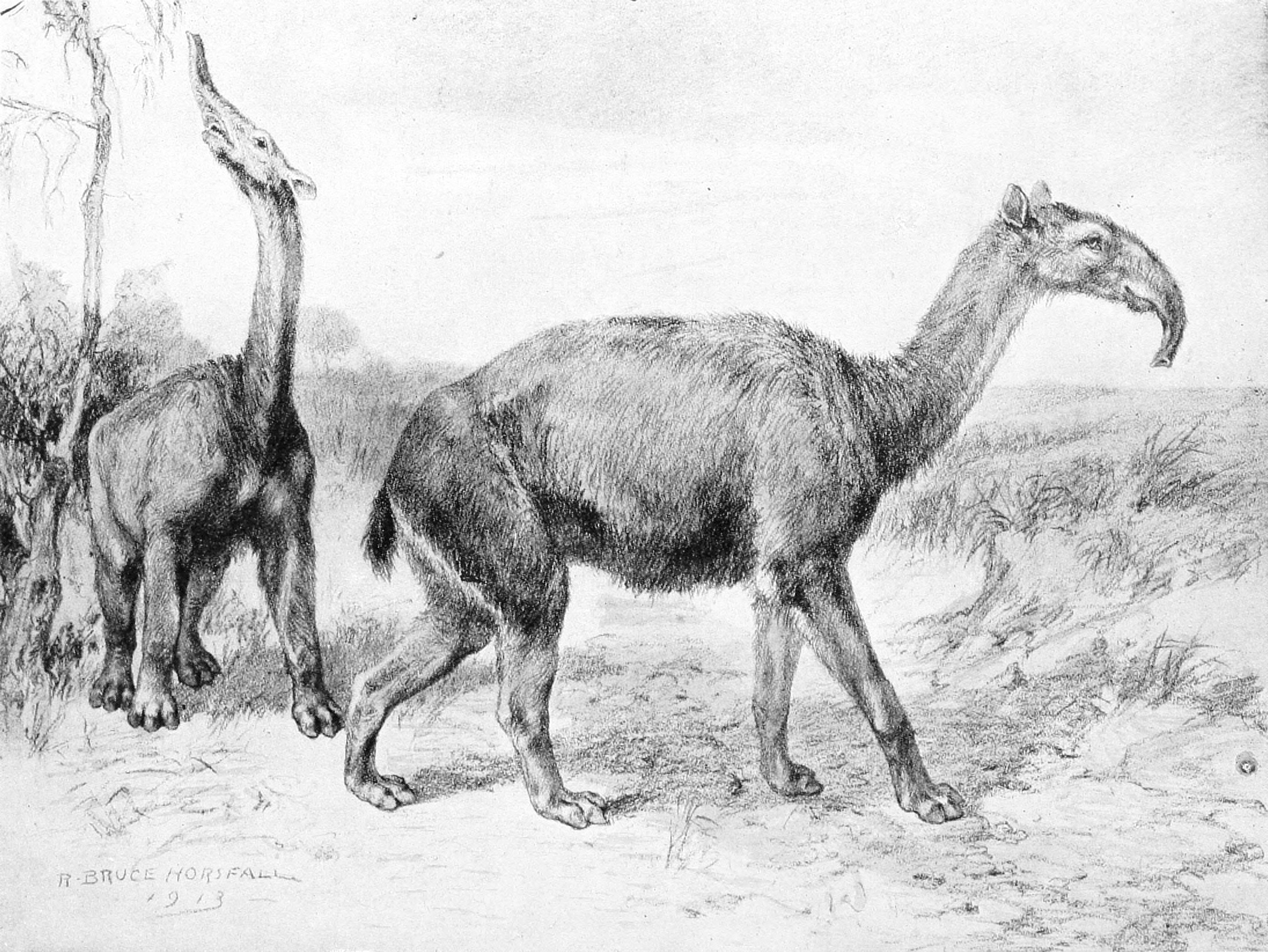
長い鼻を持つ伝統的なマクラウケニアの復元図
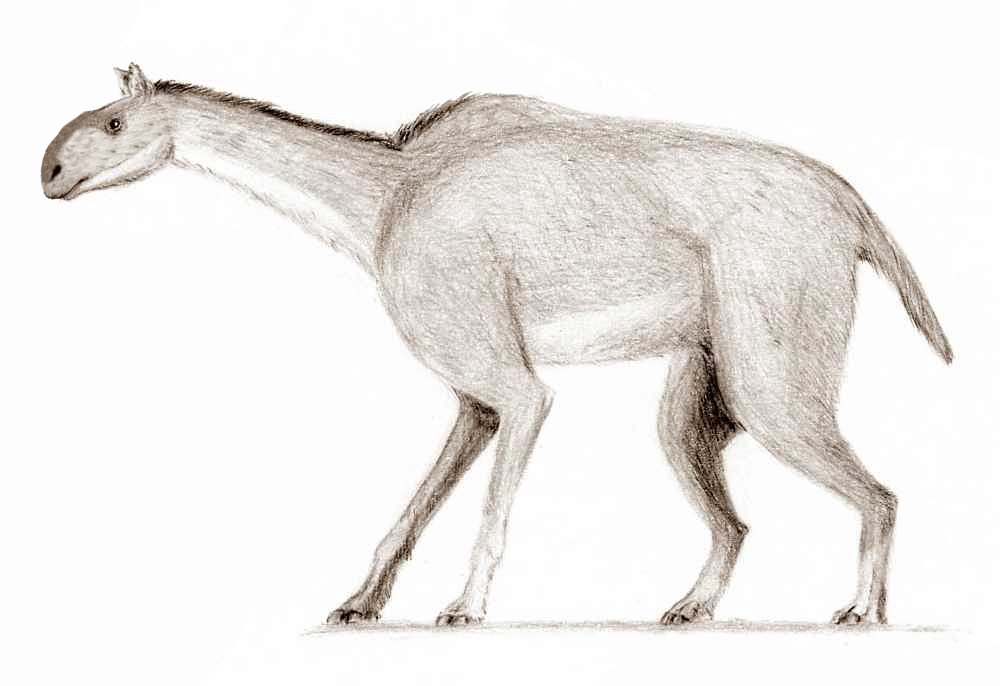
2018年の研究に基づいた、ヘラジカのような鼻を持つように復元されたマクラウケニア

## 食性
歯の数は44本と真獣類の基本形を保っている。歯の分析から、乾燥した亜熱帯～温帯の生態系で草本を食べていたと推測されている。

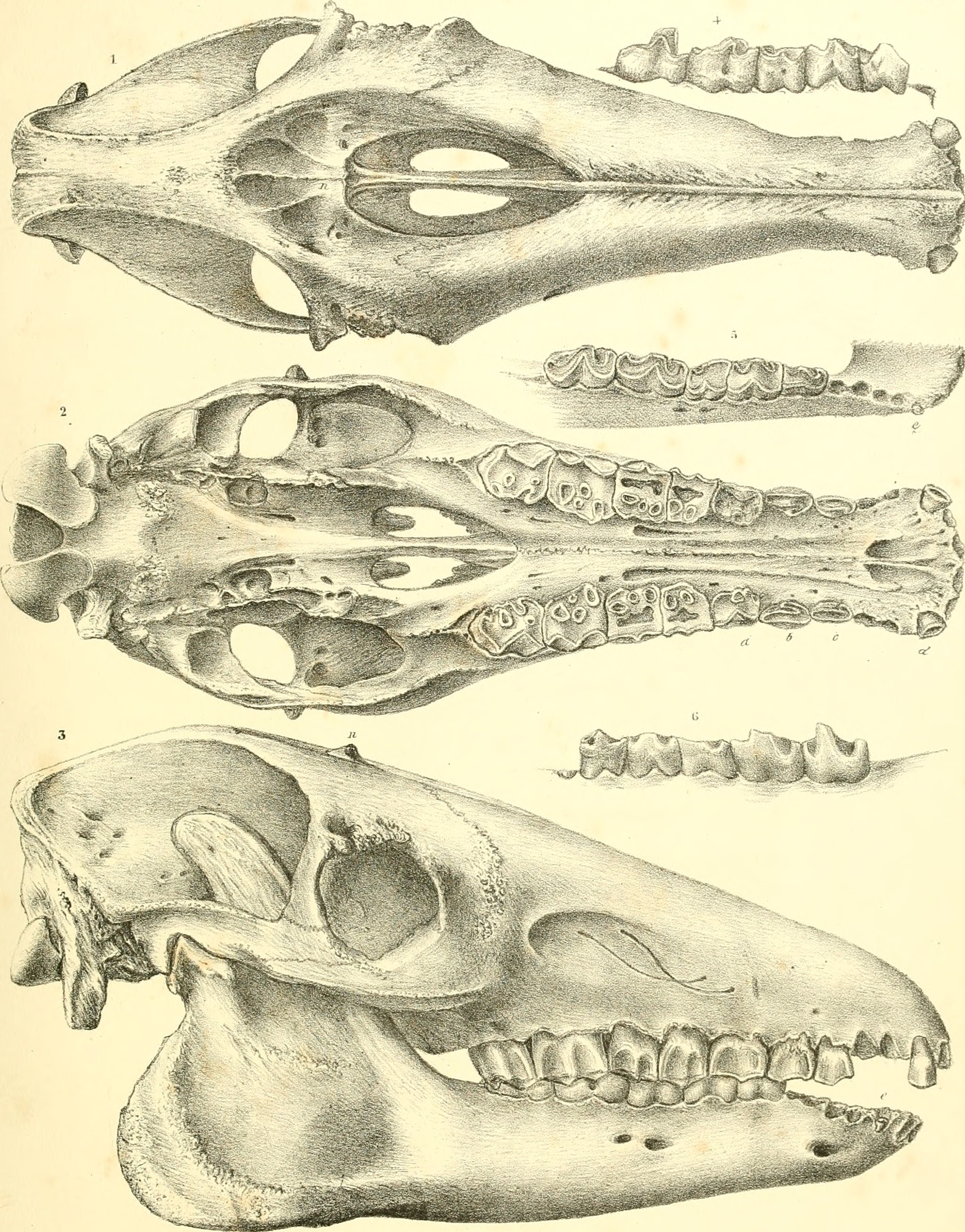
マクラウケニア頭骨の図
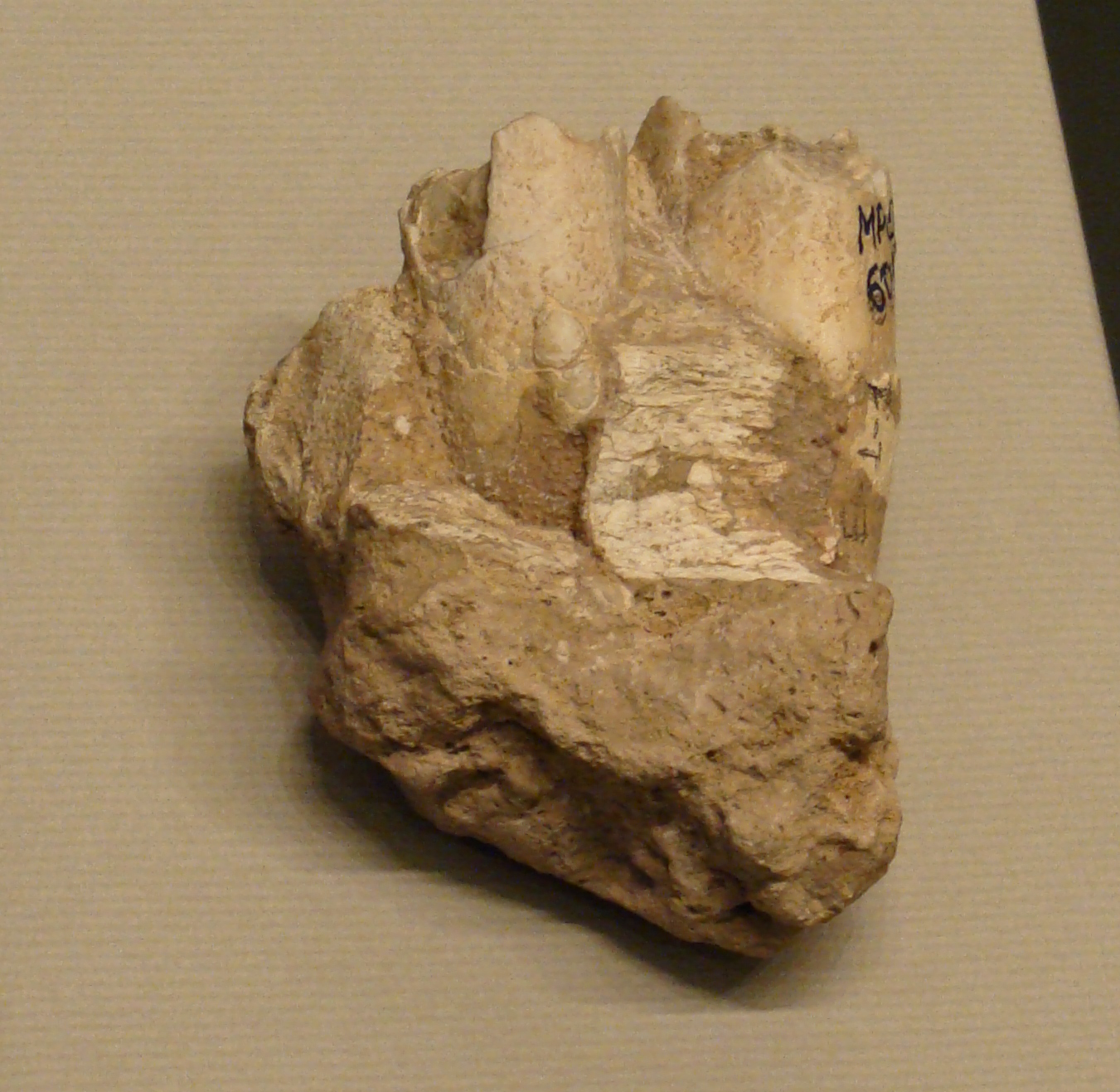
マクラウケニアの歯化石

## 分布・生息年代
当時島大陸であった南アメリカ大陸で進化し、草原などに生息していた。約300万年前にパナマ地峡が形成され、ウマなどの北アメリカからの有蹄類の流入により衰退するものの1万年前まで生き延び、更新世末期から完新世初期に多くの大型哺乳類とともに絶滅した。

## 分子系統解析
ミトコンドリアDNAの分析から、奇蹄目と姉妹群を成すことが明らかになった。コラーゲンの分析でも、南蹄目のトクソドンとともに、奇蹄目と姉妹群をなすことが明らかになっている。